# 2106 Hugo
2106 Hugo је астероид главног астероидног појаса са средњом удаљеношћу од Сунца која износи 2,703 астрономских јединица (АЈ).
Апсолутна магнитуда астероида је 11,7.